# Malacoceros cariacoensis
Malacoceros cariacoensis är en ringmaskart som beskrevs av Delgado-Blas och Díaz-Díaz 20. Malacoceros cariacoensis ingår i släktet Malacoceros och familjen Spionidae.
Artens utbredningsområde är Karibiska havet. Inga underarter finns listade i Catalogue of Life.